# John Beilein
John Patrick Beilein (05 de fevereiro de 1953) é um treinador de basquete americano que atualmente treina o Cleveland Cavaliers.
Anteriormente, ele treinou Universidade de Michigan (2007–2019), Universidade da Virgínia Ocidental (2002–2007), Universidade de Richmond (1997–2002), Canisius College (1992–1997) na Divisão I da NCAA. Beilein venceu 829 jogos no total, incluindo os jogos do ensino médio.
Ele foi reconhecido como treinador da conferência do ano cinco vezes: em 1981 na Erie Community College, em 1988 na LeMoyne, em 1994 na Canisius, em 1998 na Richmond e em 2014 na Michigan. Além disso, Beilein foi o sétimo de apenas dez treinadores a ter levado quatro universidades diferentes para o Torneio da NCAA.

## Educação
Beilein foi criado em Burt, Nova York. Ele é o oitavo de nove filhos de um trabalhador de fábrica e um agricultor de maçãs.  Os primos de sua mãe foram a inspiração para Saving Private Ryan e dois de seus tios (Tom e Joe Niland) foram treinadores de basquete na região oeste de Nova York.
Beilein frequentou a DeSales High School em Lockport, Nova York. Ele passou a frequentar a Wheeling College (hoje Wheeling Jesuit University), onde participou do time de basquete da escola de 1971 a 1975 e foi capitão da equipe durante a temporada de 1974-75. Ele recebeu um diploma de bacharel em história em 1975.
Depois de se formar, Beilein retornou ao oeste de Nova York, onde iniciou sua carreira de treinador na Newfane High School em 1975. Ele ficou lá por três anos.  Ele obteve um diploma de mestrado em educação pela Universidade de Niagara em 1981.

## Início da carreira de treinador
Beilein nunca foi assistente técnico; ele sempre ocupou cargos de treinador principal ao longo de sua carreira. Ele foi treinador de Erie Community College de 1978 a 1982, de Nazareth College para o ano letivo de 1982-1983 e de Le Moyne College de 1983 a 1992. Le Moyne era um participante da Divisão II na Mideg Collegiate Conference (MCC).
Durante seu tempo em Le Moyne, ele realizou clínicas anuais de treinamento que recebiam treinadores e atletas. Beilein foi nomeado Treinador do Ano da MCC em 1988, quando sua equipe terminou como campeã da conferência com um recorde da temporada regular de 21–5 e o número 14 no ranking nacional.
Embora tenha sido a terceira temporada de 20 vitórias de Beilein em Le Moyne, eles nunca haviam participado do Torneio da NCAA antes. Em sua primeira participação, eles perderam na primeira rodada para a Universidade da Califórnia da Pensilvânia.
Após sua primeira candidatura ao cargo em Canisius, Beilein tentou conseguir outros empregos da Divisão I em escolas como a Universidade Colgate, onde foi finalista em 1989. Em 1992, ele foi finalmente contratado para um cargo da Divisão I em Canisius.

## Carreira de treinador universitário

### Canisius
Durante a temporada de 1991-1992, Canisius compilou um recorde de 8–22 antes da chegada de Beilein. Em 1992, ele chegou ao Canisius College para ser o treinador na temporada de 1992-93 e conseguiu pela primeira vez contratar assistentes técnicos.
Em Canisius - seu primeiro trabalho como treinador da Divisão I - Beilein chegou ao Torneio da NCAA uma vez e ao NIT duas vezes em suas cinco temporadas.
Durante a temporada de 1994-95, Canisius conquistou a primeira vitória da equipe na pós-temporada em 32 anos, no NIT de 1995, contra Seton Hall. Um par de vitórias subsequentes permitiu que Canisius chegasse a semifinal do NIT de 1995 no Madison Square Garden. Canisius perdeu nas semifinais contra Virginia Tech por 71-59.
Na temporada de 1995–96, Beilein levou a equipe para um recorde de 16-10 (7-7 da MAAC) e uma vaga no Torneio da NCAA de 1996. Eles enfrentaram Utah, na primeira aparição no Torneio da NCAA desde 1957. Utah derrotou Canisius por 72-43.
Na temporada final de Beilein como treinador do Canisius, eles foram a melhor equipe defensiva da MAAC. A temporada da equipe terminou nas finais do torneio da conferência. Após a temporada de 1996-97, ele participou de uma entrevista para o cargo de treinador da Universidade de Richmond.
Beilein foi introduzido no Canisius Sports Hall of Fame em 24 de setembro de 2019, por seu sucesso com o programa.

### Richmond
Em 1997, Beilein se tornou treinador de Richmond. Lá, ele compilou um recorde de 100-53 em cinco temporadas, registrando um recorde de vitórias em todas as temporadas, e novamente alcançou o Torneio da NCAA uma vez. Suas equipes também chegaram ao NIT duas vezes.
Durante a temporada de 1997-98, Richmond ganhou o Torneio da Associação Atlética Colonial (CAA) e se classificou para o Torneios da NCAA de 1998, sua primeira participação no Torneio da NCAA desde 1991. Ele ganhou seu quarto prêmio de treinador do ano naquela temporada.
Durante o torneio da NCAA, Richmond venceu Carolina do Sul na primeira rodada do torneio mas perderam seu segundo jogo no torneio para Washington.
Após a temporada de 2000-01, Beilein recusou uma oferta para treinar Rutgers. A vitória sobre Virgínia Ocidental nas semi-finais do NIT de 2001, é creditada por ser uma grande parte do motivo pelo qual Beilein foi contratado por eles duas temporadas depois.

### Virginia Ocidental
Dan Dakich foi contratado por Virgínia Ocidental (WVU) da Big East Conference e saiu 8 dias depois. Em abril de 2002, Beilein aceitou a posição de treinador principal na WVU.
Na WVU, ele registrou um recorde de 104-60 em cinco temporadas. Na temporada de 2004-05, a WVU teve um recorde de 24-11 e alcançou a "Elite Eight" (quarta rodada) do Torneio da NCAA. No ano seguinte, a WVU teve um recorde de 22-11 e alcançou o "Sweet Sixteen" (terceira rodada). Na temporada de 2006-07, eles tiveram um recorde de 27-9 e ganhou o Torneio da NIT.

### Michigan

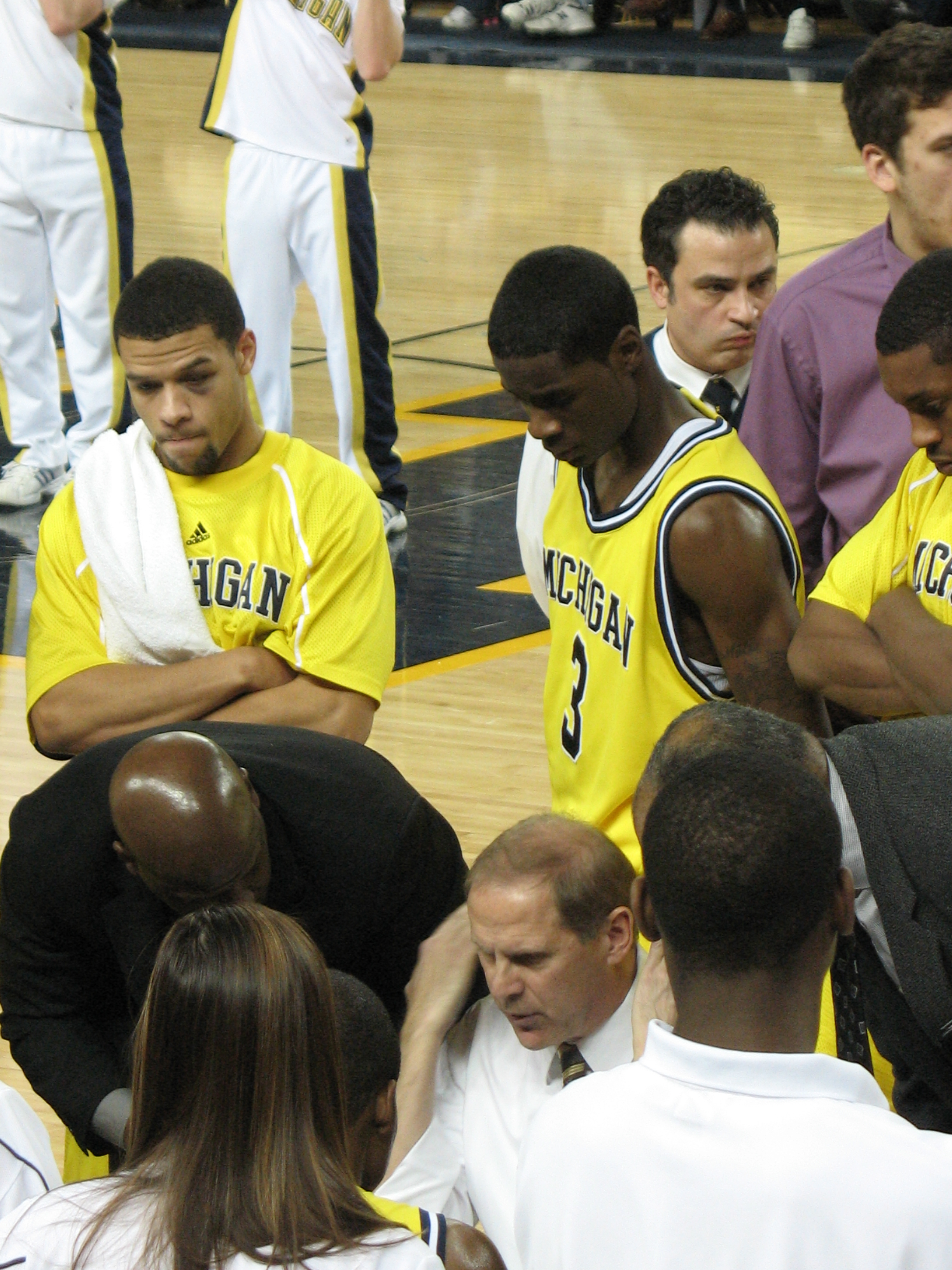
Beilein no meio da multidão com Manny Harris olhando por cima do ombro.

Em 3 de abril de 2007, a Universidade de Michigan anunciou que havia contratado Beilein para preencher sua vaga de treinador. Ele substituiu Tommy Amaker, que foi demitido depois de não alcançar o Torneio da NCAA em suas seis temporadas. Beilein herdou uma equipe da Big Ten Conference que estava no último ano de uma redução de bolsa de estudos devido ao envolvimento de ex-jogadores no escândalo de Ed Martin no qual as regras da NCAA haviam sido violadas.

#### Primeiras temporadas
Em sua primeira temporada, a equipe foi mal e teve um recorde de 10-22 (5-13).
A segunda temporada de Beilein em Michigan teve uma melhora significativa.
Uma vitória sobre Iowa no Torneio da Big Ten em 12 de março foi a vigésima vitória da temporada. Com essa vitória, Beilein alcançou uma temporada de 20 vitórias em sete escolas diferentes, incluindo quatro na Divisão I (Canisius, Richmond, Virgínia Ocidental, Michigan).
Três dias depois, a equipe ganhou uma vaga no Torneio da NCAA em 2009, a primeira aparição da escola em 11 anos. Lá, Michigan derrotou Clemson antes de perder na segunda rodada para Oklahoma por 73-63.

#### Temporada de 2010-11
Na temporada de 2010-11, eles venceram a Universidade Estadual de Michigan pela primeira vez desde 1997. No Torneio da Big Ten, a vitória de Michigan sobre Illinois deu a Beilein sua segunda temporada de 20 vitórias em Michigan, em seu milésimo jogo como treinador.
No Torneio da NCAA de 2011, Michigan derrotou Tennessee por 75–45. Essa foi a terceira maior margem de diferença na história de torneios da NCAA e o jogo marcou a nona vez consecutiva em que John Beilein liderou a vitória do time em seu primeiro jogo em um torneio da pós-temporada (5 NCAA e 4 NIT). Na rodada seguinte, eles perderam para Duke por 73-71.

#### Temporada de 2011-12

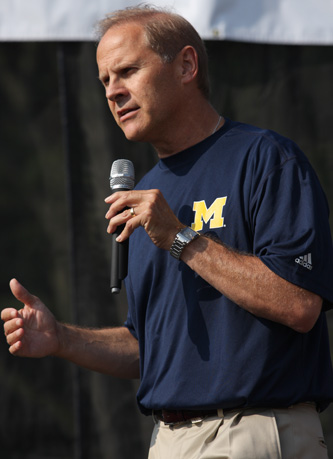
Beilein em 2008

Na temporada de 2011-12, Michigan venceu em Illinois pela primeira vez desde 1995, encerrando uma sequência de 13 derrotas em Champaign.
Eles terminaram com um recorde de 24-10 e 13-5 na Big Ten, ganhando uma parte do título da temporada regular da Big Ten pela primeira vez desde 1985-86.

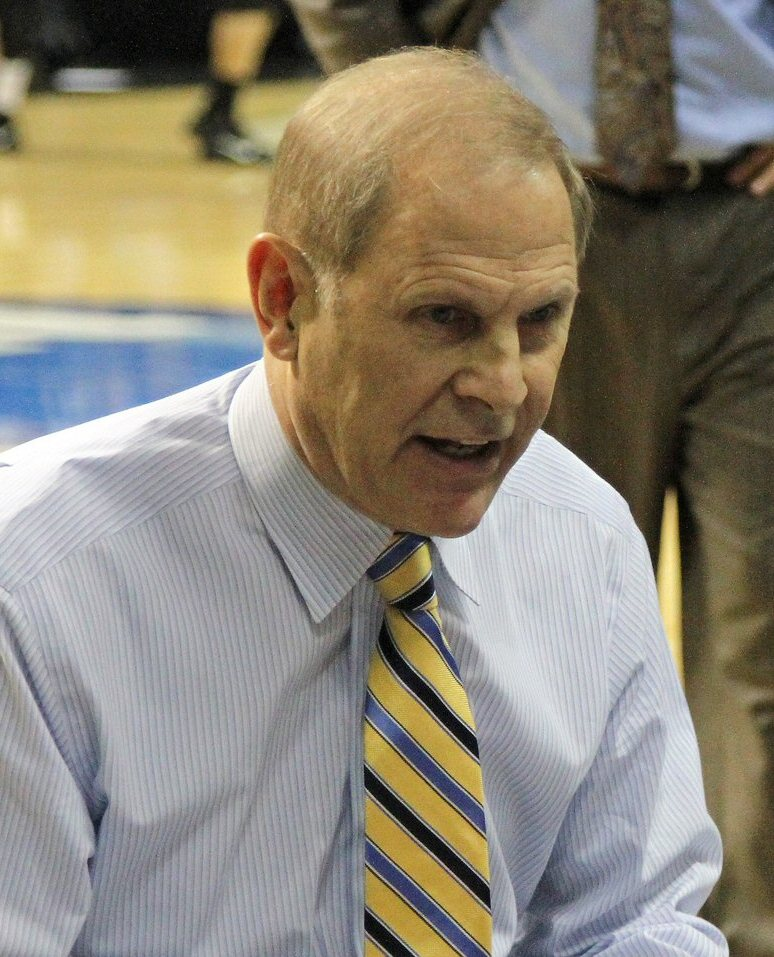
Beilein durante o torneio da NCAA de 2013

#### Temporada de 2012-13
Na temporada de 2012–13, Beilein alcançou sua sexta temporada com o mesmo time pela primeira vez. Beilein alcançou vários marcos nessa temporada: 650ª vitória como treinador de basquete universitário (4 de dezembro vs. Western Michigan), 100ª vitória como treinador em Michigan (8 de dezembro vs. Arkansas) e 400ª vitória na Divisão I como treinador (9 de janeiro vs. Nebraska).
No Torneio da NCAA de 2013, Michigan derrotou South Dakota por 71–56. Em seguida, eles continuaram a avançar no torneio, derrotando Virginia Commonwealth por 78-53 e Kansas por 87-85, antes de vencer Flórida por 79-59 e enviar Michigan para o Final Four pela primeira vez desde 1993.
No Final Four de 2013, eles derrotaram o campeão da região Leste, Syracuse, por 61-56, para avançar para a final nacional contra Louisville, onde perderam por 82-76.
Durante a offseason seguinte, o Bleacher Report nomeou Beilein o treinador mais criativo do basquete universitário. Beilein assinou uma segunda extensão de contrato em 2018-19, elevando seu salário anual para US $ 2.450.000.

#### Temporada de 2013-14
Na temporada de 2013–14, Beilein levou Michigan a um recorde de conferência de 15-3 e venceu o primeiro título da temporada regular da Big Ten desde 1986. No Torneio da NCAA, eles perderam no Elite Eight para Kentucky.
Após a temporada regular, Beilein foi nomeado Treinador do Ano da Big Ten pela mídia. Em 11 de março, Beilein foi nomeado o Treinador do Ano do Distrito V (OH, IN, IL, MI, MN, WI) pela Associação de Escritores de Basquete dos Estados Unidos (USBWA).
Em 22 de março, no segundo jogo de Michigan no Torneio da NCAA, contra Texas, Beilein conquistou sua 700ª vitória na carreira para avançar para o Sweet 16 do Torneio da NCAA pela segunda temporada consecutiva.

#### Temporada de 2014-15
Na temporada de 2014-15, Michigan terminou com um recorde de 8-10 na conferência e 16-16 no geral. Antes da temporada de 2015-16, Michigan estendeu o contrato da Beilein até a temporada de 2020–21.

#### Temporada de 2016-17
Durante a temporada de 2016-17, Beilein alcançou vários marcos: 750ª vitória na carreira como treinador (22 de dezembro vs. Furman), sua 200ª vitória na carreira como treinador em Michigan (4 de janeiro vs. Penn State) e sua 500ª vitória na Divisão I (22 de fevereiro vs. Rutgers). Beilein se tornou o segundo treinador na história da universidade a alcançar 200 vitórias, juntando-se a Johnny Orr, que era o líder de todos os tempos com 209, até que Beilein o superou com uma vitória sobre Illinois em 9 de março de 2017 no Torneio da Big Ten.
Michigan conquistou seu primeiro título do Torneio da Big Ten desde 1998. Com vitórias sobre Oklahoma State e Louisville, eles avançaram para o Sweet 16 do Torneio da NCAA.

#### Temporada de 2017-18
Na temporada de 2017-18, eles conquistaram seu segundo título consecutivo do Torneio da Big Ten. Eles se tornaram o primeiro time a vencer títulos consecutivos desde a Universidade Estadual de Ohio em 2010 e 2011.
Em 24 de março, Michigan derrotou Florida State na Final Regional Oeste do Torneio da NCAA de 2018. Com a vitória, Michigan avançou para a Final Four pela oitava vez na história do programa e estabeleceu um recorde de mais vitórias em uma única temporada com sua 32ª vitória. Depois de derrotar Loyola no Final Four, eles perderam para Villanova na final do Torneio da NCAA de 2018.
Prêmios vieram no caminho de Beilein. Antes do início da Final Four, Beilein foi nomeado treinador do ano pela CBSSports.com. Então, durante a entressafra, Beilein foi introduzido no Hall da Fama da Associação de Treinadores de Basquete de Michigan.

#### Temporada de 2018-19

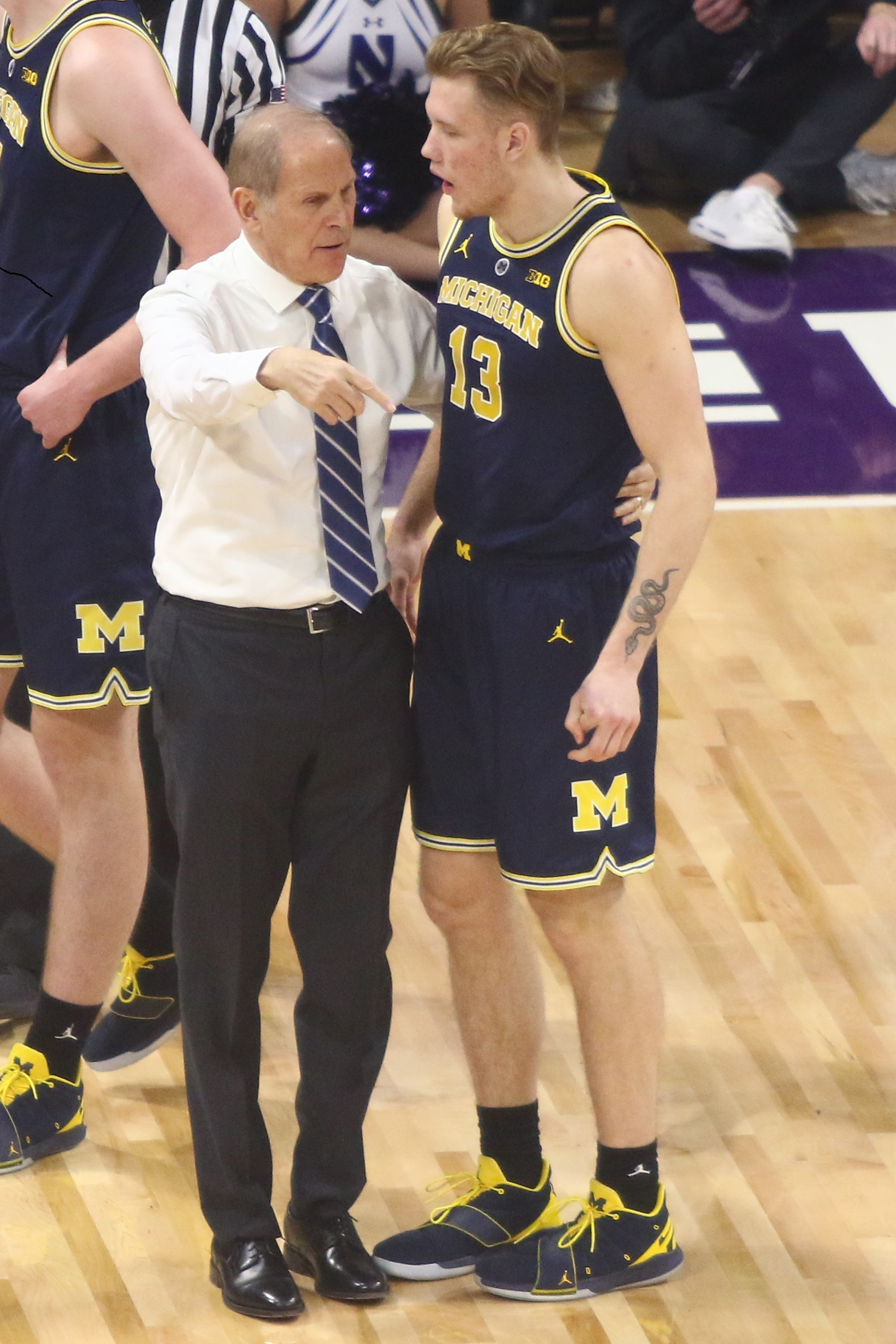
Beilein conversando com o Calouro do Ano de 2019, Iggy Brazdeikis

Em uma vitória sobre o Norfolk em 6 de novembro de 2018, Beilein conquistou sua 800ª vitória na carreira como treinador. Depois de terminar a temporada regular de 2018-19 com um recorde de 28-6, eles derrotaram Montana e Flórida nas duas primeiras rodadas do Torneio da NCAA para conquistar sua segunda temporada consecutiva de 30 vitórias (a primeira na história da escola) e a terceira aparição consecutiva no Sweet 16.
Beilein terminou sua carreira em Michigan com um recorde de 278-150 em 12 temporadas como treinador, incluindo duas viagens a final nacional, dois títulos da Big Ten e dois títulos do Torneio da Big Ten.

## Carreira de treinador da NBA

### Cleveland Cavaliers
Em 13 de maio de 2019, Beilein foi nomeado treinador do Cleveland Cavaliers da National Basketball Association (NBA), assinando um contrato de cinco anos.

## Estilo de treinamento

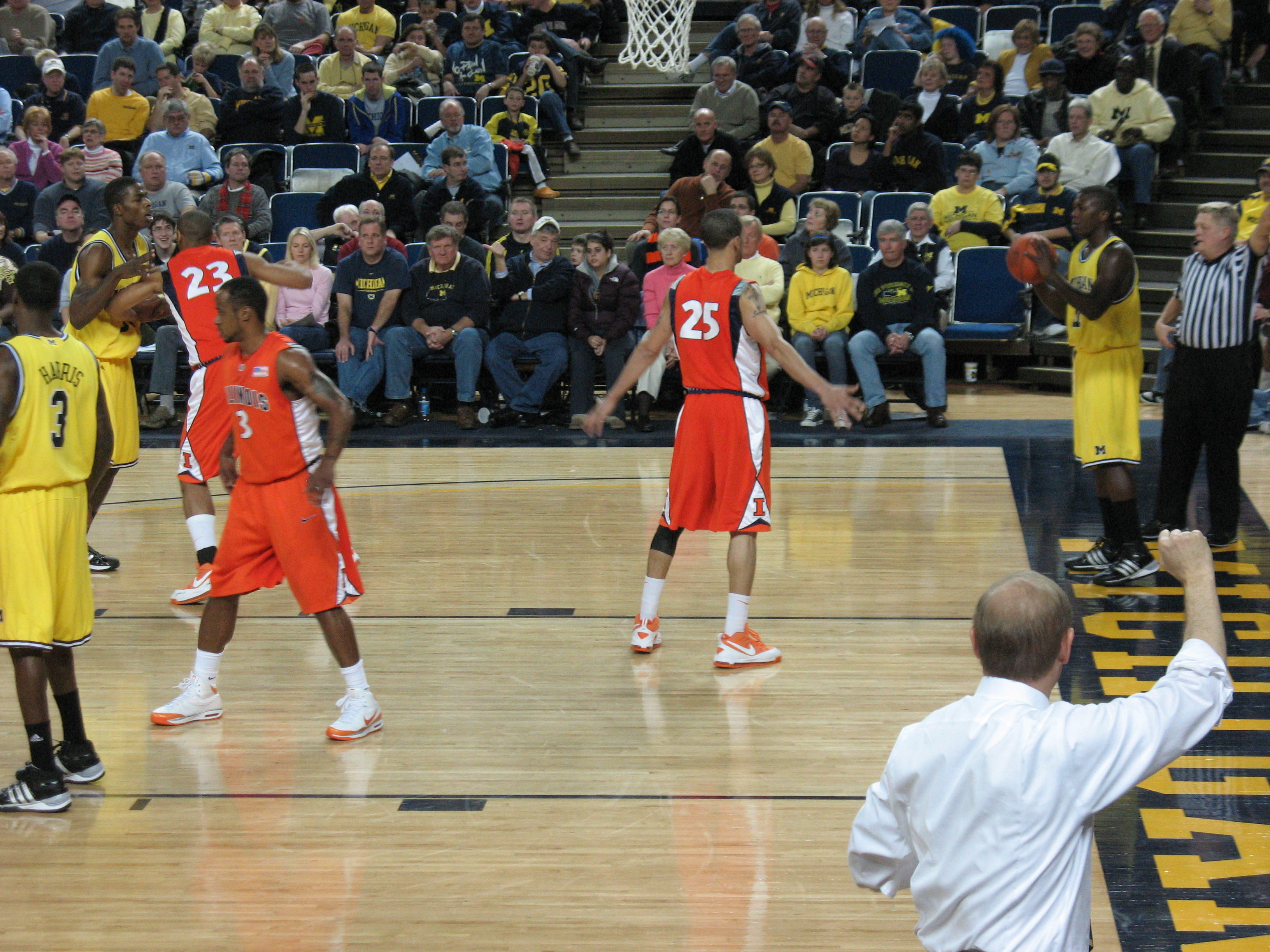
Beilein sinaliza a jogada da linha lateral.

Beilein é conhecido por seu sistema ofensivo, que enfatiza movimentos constantes, passes, trabalho em equipe disciplinado e arremessos precisos.
O ataque geralmente começa com quatro jogadores na linha de três pontos e um jogador no centro. A partir dessa formação, as equipes de Beilein não apenas tentam abrir espaço para os jogadores irem a cesta, mas também são conhecidas por seu alto número de tentativas de três pontos.
Na defesa, as equipes de Beilein na Virgínia Ocidental eram conhecidas por empregar regularmente a defesa 1-3-1 com marcação em zona, que é considerada uma defesa de zona não convencional.

## Vida pessoal
Beilein casou-se com Kathleen Griffin em 1978. Eles têm três filhos: Patrick, que jogou com seu pai na WVU e foi o técnico de basquete da Universidade de Niagara; Mark, um ex-jogador de futebol americano da Universidade de Richmond e WVU que atualmente trabalha para Alro Steel; e Andrew, um graduado em Michigan que atualmente trabalha para a Business Roundtable em Washington, DC.

## Recorde como treinador

### Ensino médio
| Erie Kats (Western New York Athletic Conference) (1978–1982) |       |       |  |  |  |  |  |  |
| 1978–79                                                      | Erie  | 20–15 |  |  |  |  |  |  |
| 1979–80                                                      | Erie  | 17–8  |  |  |  |  |  |  |
| 1980–81                                                      | Erie  | 21–8  |  |  |  |  |  |  |
| 1981–82                                                      | Erie  | 17–12 |  |  |  |  |  |  |
| Total                                                        | Total | 75–43 |  |  |  |  |  |  |

### Universidade
| Nazareth Golden Flyers (NCAA Division III) (1982–1983)                    |                |         |        |            |                                      |  |  |  |
| 1982–83                                                                   | Nazareth       | 20–6    |        |            |                                      |  |  |  |
| Nazareth:                                                                 | Nazareth:      | 20–6    |        |            |                                      |  |  |  |
| Le Moyne Dolphins (Mideast Collegiate Conference) (1983–1991)             |                |         |        |            |                                      |  |  |  |
| 1983–84                                                                   | Le Moyne       | 20–8    | 5–0    | 1st        |                                      |  |  |  |
| 1984–85                                                                   | Le Moyne       | 19–10   | 4–6    | T–4th      |                                      |  |  |  |
| 1985–86                                                                   | Le Moyne       | 14–15   | 5–7    | T–4th      |                                      |  |  |  |
| 1986–87                                                                   | Le Moyne       | 20–10   | 6–4    | T–2nd      |                                      |  |  |  |
| 1987–88                                                                   | Le Moyne       | 24–6    | 8–2    | T–1st      | Terceiro Lugar na Divisão II da NCAA |  |  |  |
| 1988–89                                                                   | Le Moyne       | 15–12   | 6–6    | 5th        |                                      |  |  |  |
| 1989–90                                                                   | Le Moyne       | 17–12   | 5–7    | T–5th      |                                      |  |  |  |
| 1990–91                                                                   | Le Moyne       | 19–10   | 6–4    | T–3rd      |                                      |  |  |  |
| Le Moyne Dolphins (NCAA Division II independent) (1991–1992)              |                |         |        |            |                                      |  |  |  |
| 1991–92                                                                   | Le Moyne       | 15–11   |        |            |                                      |  |  |  |
| Le Moyne:                                                                 | Le Moyne:      | 163–94  | 45–36  |            |                                      |  |  |  |
| Canisius Golden Griffins (Metro Atlantic Athletic Conference) (1992–1997) |                |         |        |            |                                      |  |  |  |
| 1992–93                                                                   | Canisius       | 10–18   | 5–9    | 6th        |                                      |  |  |  |
| 1993–94                                                                   | Canisius       | 22–7    | 12–2   | 1st        | Primeira Rodada da NIT               |  |  |  |
| 1994–95                                                                   | Canisius       | 21–14   | 10–4   | 2nd        | Semi-Final da NIT                    |  |  |  |
| 1995–96                                                                   | Canisius       | 19–11   | 7–7    | 5th        | Rodada de 64 do Torneio da NCAA      |  |  |  |
| 1996–97                                                                   | Canisius       | 17–12   | 10–4   | 2nd        |                                      |  |  |  |
| Canisius:                                                                 | Canisius:      | 89–62   | 44–26  |            |                                      |  |  |  |
| Richmond Spiders (Colonial Athletic Association) (1997–2001)              |                |         |        |            |                                      |  |  |  |
| 1997–98                                                                   | Richmond       | 23–8    | 12–4   | 3rd        | Rodada de 32 do Torneio da NCAA      |  |  |  |
| 1998–99                                                                   | Richmond       | 15–12   | 10–6   | 3rd        |                                      |  |  |  |
| 1999–00                                                                   | Richmond       | 18–12   | 11–5   | 3rd        |                                      |  |  |  |
| 2000–01                                                                   | Richmond       | 22–7    | 12–4   | 1st        | Segunda Rodada da NIT                |  |  |  |
| Richmond Spiders (Atlantic 10 Conference) (2001–2002)                     |                |         |        |            |                                      |  |  |  |
| 2001–02                                                                   | Richmond       | 22–14   | 11–5   | 2nd        | Quartas-de-Final da NIT              |  |  |  |
| Richmond:                                                                 | Richmond:      | 100–53  | 56–24  |            |                                      |  |  |  |
| West Virginia Mountaineers (Big East Conference) (2002–2007)              |                |         |        |            |                                      |  |  |  |
| 2002–03                                                                   | West Virginia  | 14–15   | 5–11   | 6th (West) |                                      |  |  |  |
| 2003–04                                                                   | West Virginia  | 17–14   | 7–9    | 8th        | Segunda Rodada da NIT                |  |  |  |
| 2004–05                                                                   | West Virginia  | 24–11   | 8–8    | 7th        | Elite Eight do Torneio da NCAA       |  |  |  |
| 2005–06                                                                   | West Virginia  | 22–11   | 11–5   | 3rd        | Sweet 16 do Torneio da NCAA          |  |  |  |
| 2006–07                                                                   | West Virginia  | 27–9    | 9–7    | 7th        | Campeão da NIT                       |  |  |  |
| West Virginia:                                                            | West Virginia: | 104–60  | 40–40  |            |                                      |  |  |  |
| Michigan Wolverines (Big Ten Conference) (2007–2019)                      |                |         |        |            |                                      |  |  |  |
| 2007–08                                                                   | Michigan       | 10–22   | 5–13   | T–9th      |                                      |  |  |  |
| 2008–09                                                                   | Michigan       | 21–14   | 9–9    | T–7th      | Rodada de 32 do Torneio da NCAA      |  |  |  |
| 2009–10                                                                   | Michigan       | 15–17   | 7–11   | T–7th      |                                      |  |  |  |
| 2010–11                                                                   | Michigan       | 21–14   | 9–9    | T–4th      | Rodada de 32 do Torneio da NCAA      |  |  |  |
| 2011–12                                                                   | Michigan       | 24–10   | 13–5   | T–1st      | Rodada de 64 do Torneio da NCAA      |  |  |  |
| 2012–13                                                                   | Michigan       | 31–8    | 12–6   | T–4th      | Vice-Campeão do Torneio da NCAA      |  |  |  |
| 2013–14                                                                   | Michigan       | 28–9    | 15–3   | 1st        | Elite Eight do Torneio da NCAA       |  |  |  |
| 2014–15                                                                   | Michigan       | 16–16   | 8–10   | 9th        |                                      |  |  |  |
| 2015–16                                                                   | Michigan       | 23–13   | 10–8   | 8th        | Rodada de 64 do Torneio da NCAA      |  |  |  |
| 2016–17                                                                   | Michigan       | 26–12   | 10–8   | T–5th      | Sweet 16 do Torneio da NCAA          |  |  |  |
| 2017–18                                                                   | Michigan       | 33–8    | 13–5   | T–4th      | Vice-Campeão do Torneio da NCAA      |  |  |  |
| 2018–19                                                                   | Michigan       | 30–7    | 15–5   | 3rd        | Sweet 16 do Torneio da NCAA          |  |  |  |
| Michigan:                                                                 | Michigan:      | 278–150 | 126–92 |            |                                      |  |  |  |
| Total:                                                                    | Total:         | 754–425 |        |            |                                      |  |  |  |